# Sơ kỳ Trung Cổ

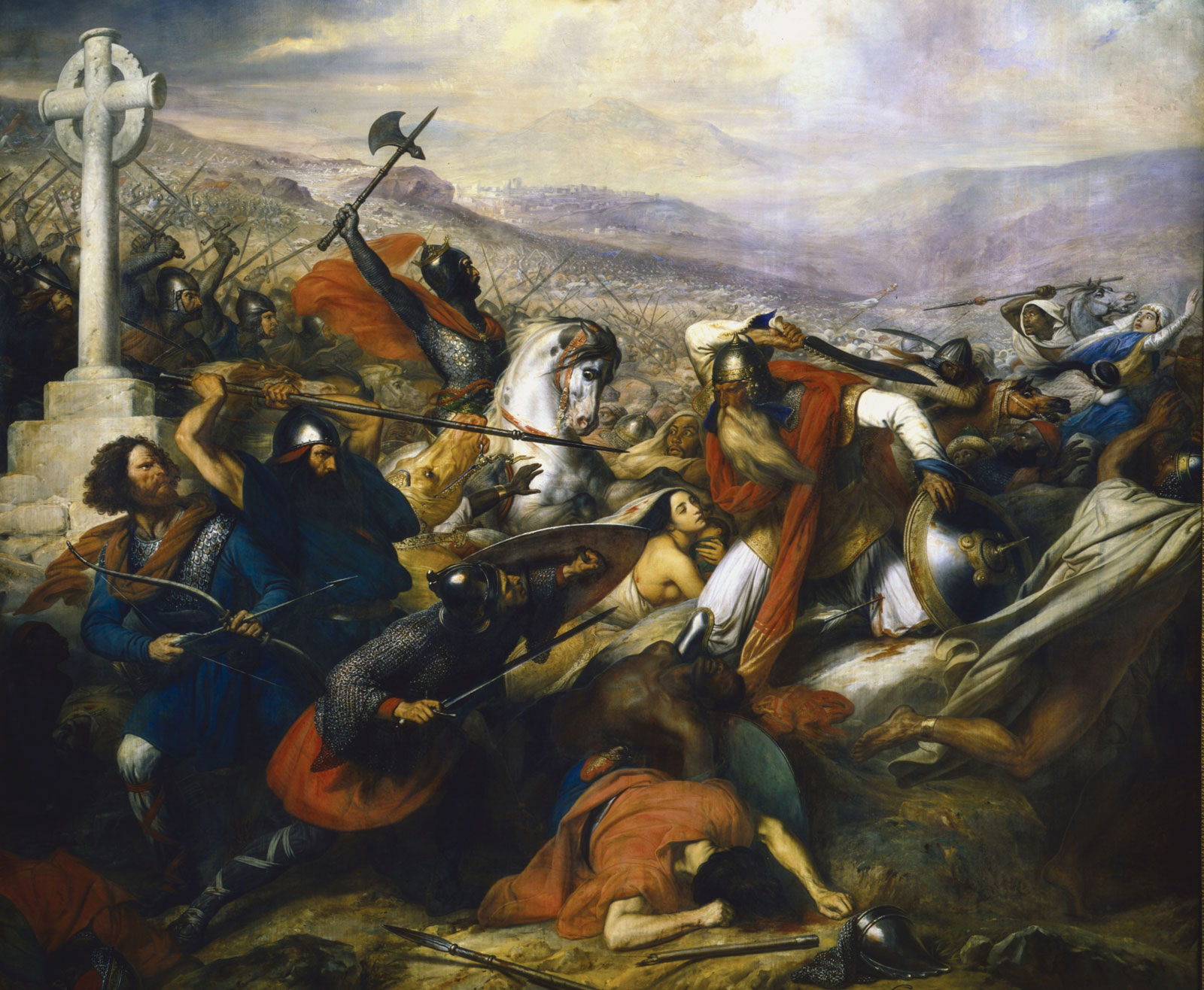
Trận Poitiers qua bức họa "Bataille de Poitiers en Octobre 732" của Charles de Steuben

Sơ kỳ Trung cổ là một thời kỳ lịch sử của châu Âu kéo dài từ năm 600 tới khoảng năm 1000. Trước nó là thời kỳ suy tàn của đế quốc La Mã và tiếp sau nó là Trung kỳ Trung cổ (khoảng năm 1000 đến năm 1300). Sơ kỳ Trung Cổ chứng kiến sự tiếp tục của những khuynh hướng bắt đầu từ thời Hậu Cổ đại, bao gồm sự sụt giảm về dân số, đặc biệt ở các thành thị, sự bế tắc trong quan hệ mậu dịch, cùng với những cuộc di cư của man tộc. Các nhà sử học gọi giai đoạn này là "Thời kỳ Tăm tối" vì những đóng góp ít ỏi của nó về mặt văn hóa và giáo dục, đặc biệt ở Tây Âu. Mặc dù vậy, đế quốc Đông La Mã vẫn tiếp tục tồn tại và giữ lại những tinh hoa của Hy Lạp - La Mã để trở thành đế quốc Byzantine. Một điểm đáng lưu ý nữa là việc những thế lực Hồi giáo tiến vào châu Âu trong thế kỷ thứ 7.
Những khuynh hướng nêu trên sau đó được đảo ngược lại. Vào năm 800, danh hiệu hoàng đế La Mã được phục hồi bởi Charlemagne, và vương triều Carolingian của ông đã giúp tái sinh nền văn hóa - giáo dục ở Tây Âu. Về mặt sản xuất, châu Âu quay trở lại với một nền nông nghiệp có hệ thống dưới hình thức chế độ phong kiến. Các cuộc di cư của man tộc cũng được bình ổn lại, mặc dù người Viking vẫn liên tục mở rộng phạm vi ảnh hưởng ở phương Bắc.

## Sự suy tàn của đế quốc Tây La Mã (395-476)
Đế quốc La Mã từng có lãnh thổ rất rộng lớn kéo dài từ châu Âu sang Bắc Phi, đến tận vùng Tiểu Á và Trung Đông. Biên giới phía bắc là sông Rhine và sông Danube, giáp với các bộ tộc có nguồn gốc từ bán đảo Scandinavia, thường được gọi là các dân tộc German. Đế chế La Mã hưng thịnh trong nhiều thế kỷ, đem lại sự ổn định, thịnh vượng và trật tự cho thế giới phương Tây. Thế nhưng từ thế kỷ thứ 3, nó đã từng bước suy yếu do nhiều nguyên nhân khác nhau.
Năm 395, đế quốc La Mã phân chia lần cuối cùng thành đế quốc Tây La Mã và đế quốc Đông La Mã. Từ đó trở đi, các vị hoàng đế ở Tây La Mã hầu như chỉ còn là bù nhìn. Quyền hành thực sự ở Tây La Mã rơi vào tay những viên tướng thống lĩnh quân đội. Vốn ít tài nguyên hơn Đông La Mã, Tây La Mã cũng suy sụp nhanh chóng về mặt kinh tế. Ở bên ngoài, sự yếu kém của các quân đoàn La Mã đã khiến họ không thể kháng cự được những cuộc xâm lăng của các man tộc. Các tộc người German từng bước tràn về phía tây và xâm nhập lãnh thổ của La Mã.
Năm 476, viên tướng người German Odoacer nổi dậy làm chính biến lật đổ hoàng đế cuối cùng của Tây La Mã là Romulus Augustus. Đế chế Tây La Mã diệt vong ở đây. Về danh nghĩa thì Odoacer là chư hầu của Đông La Mã, nhưng thực tế thì chính ông mới là người trị vì bán đảo Italy.

## Thời kỳ Di cư (400-700)

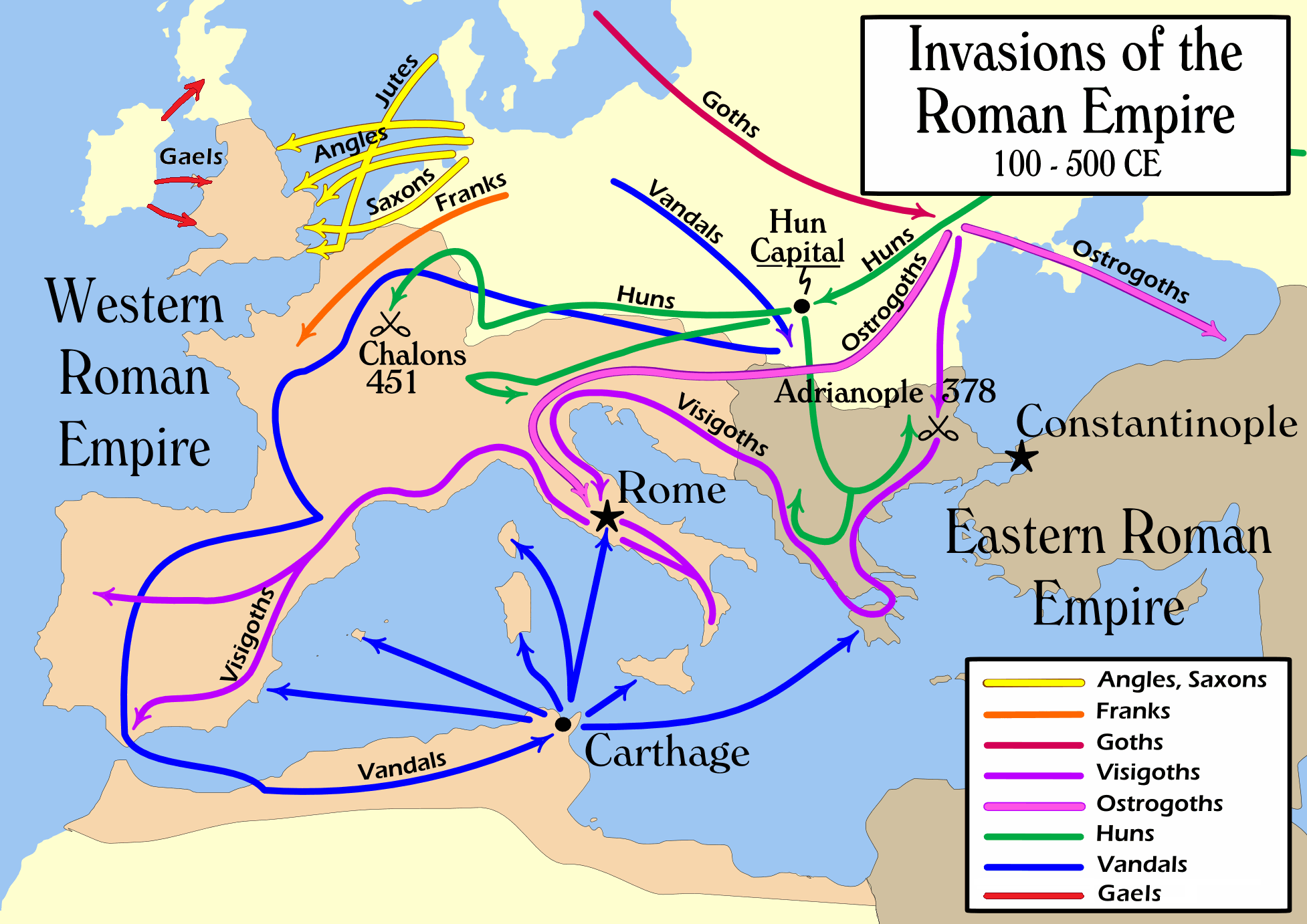
Hình minh họa những cuộc di cư của các man tộc vào lãnh thổ La Mã trong thế kỷ 5. Ngoại trừ người Hung (có nguồn gốc từ châu Á) thì các dân tộc còn lại đều là người German.

Trên lãnh thổ cũ của đế quốc La Mã ở Tây Âu và Bắc Phi, các vương quốc của người German dần dần được thành lập, bao gồm vương quốc của người Visigoth, Ostrogoth, Vandal, Frank, Lombard, Anglo-Saxon, Burgundy, v.v...
Năm 410, người Visigoth do Alaric I dẫn đầu đã đánh chiếm và cướp phá thành Rome. Sau đó, dưới thời các hậu duệ của Alaric, người Visigoth tới bán đảo Iberia và thiết lập một vương quốc cho riêng mình tồn tại 200 năm. Ở phía nam, người Vandal đánh chiếm Carthage vào năm 439 và xây dựng một hạm đội hùng mạnh để quấy nhiễu vùng biển phía tây và Nam của Địa Trung Hải. Năm 455, người Vandal cũng tiến vào cướp phá Rome. Vương quốc Vandal tồn tại gần một thế kỷ trước khi bị hoàng đế Đông La Mã thôn tính vào năm 534. Năm 443, vương quốc của người Burgundy được thành lập ở khu vực xung quanh thành phố Lyon ngày nay, và tới năm 534 thì bị người Frank tiêu diệt. Ở đảo Anh, từ giữa thế kỷ thứ 5, người Anglo-Saxon đã nhân cơ hội La Mã rút quân để vượt biển tới đây.
Sau khi Đế chế Tây La Mã chính thức sụp đổ vào năm 476, có thêm ba vương quốc mới nữa ra đời là vương quốc Ostrogoth, vương quốc Lombard, và vương quốc Frank. Năm 493, vua Ostrogoth là Theodoric Đại đế đánh bại Odoacer và chiếm lấy Ravenna, nhưng sự thống trị của họ cũng chỉ được tới năm 553 thì bị Đông La Mã xóa sổ. Vào năm 568, người Lombard tiến vào phía bắc của bán đảo Italy và dựng lên vương quốc Lombard, tồn tại tới thế kỷ 8. Nhìn chung thì các vương quốc của người German trong giai đoạn này đều không duy trì được lâu, chỉ duy nhất vương quốc của người Frank (thành lập từ năm 481) là tồn tại bền vững và có ý nghĩa quan trọng nhất.
Người Goth và Vandal chỉ là hai cái tên đầu tiên trong làn sóng của những người di cư tràn vào Tây Âu. Một số dân tộc di cư chỉ biết gây chiến, cướp phá và khinh thường những giá trị văn hóa La Mã. Những dân tộc khác thì ngưỡng mộ La Mã và muốn nối tiếp những truyền thống của nó. Người dân La Mã theo Kitô giáo và đã sống có tổ chức, quy củ từ rất lâu, trong khi những người man tộc thì hầu như chẳng biết gì về các khái niệm như tổ chức thành thị, tiền bạc, hay viết lách. Thế nhưng trong quá trình di cư, người German đã dần dần cải theo Kitô giáo. Những dân tộc German xâm nhập vào Italy, Gaul, và Hispania cũng đều tiếp nhận ngôn ngữ Latinh và tỏ ra tôn trọng những gì còn sót lại của nền văn hóa La Mã. Điều này đã giúp ngôn ngữ Latinh vẫn giữ được vị trí quan trọng cho đến ngày nay.
Nền thương mại, sản xuất, văn hóa, và giáo dục từng một thời vươn xa của Đế chế La Mã giờ đây bị thay thế bởi những sự thống trị cát cứ ở địa phương. Về kinh tế, hàng hóa không còn có thể an toàn vận chuyển đi xa, điều này dẫn đến sự biến mất của các ngành nghề phụ thuộc nhiều vào việc trao đổi buôn bán. Sự sụp đổ của các mối liên kết về mặt kinh tế và xã hội giữa các vùng miền cũng đã đưa tới sự nảy sinh khuynh hướng địa phương hóa. Trên lãnh thổ cũ của La Mã, dân số giảm đi 20% từ năm 400 đến 600. Trong thế kỷ thứ 8, tổng giao dịch thương mại tụt xuống mức thấp nhất kể từ Thời đại đồ đồng. Nền nông nghiệp có hệ thống cũng biến mất và sản lượng nông phẩm sản xuất ra chỉ ở mức đủ sống. Nhiều đất canh tác thậm chí còn bị trở lại thành rừng.

## Đế quốc Byzantine

Lãnh thổ mở rộng tối đa của đế quốc Đông La Mã dưới thời Justinian, màu cam nhạt là những vùng mà ông giành được trong triều đại của mình.

Khi đế quốc Tây La Mã vỡ vụn ra thành hàng loạt vương quốc của người German thì đế quốc Đông La Mã ở Constantinople, vốn giàu có hơn, vẫn tồn tại và dần dần phục hồi được sức mạnh của mình. Sau khi tiếng Hy Lạp thay thế tiếng Latinh như là ngôn ngữ chính thức của đế quốc Đông La Mã, nhiều nhà sử học gọi đế quốc này là "Đế quốc Byzantine". Những người ở Tây Âu cho rằng chất "Hy Lạp" của nó nhiều hơn là "La Mã". Mặc dù vậy, những cư dân ở Byzantine luôn tự gọi mình là Romaioi (nghĩa là "người La Mã") để nhấn mạnh rằng mình là sự kế thừa của đế quốc La Mã.
Nhờ vào việc kiểm soát tuyến đường buôn bán giữa châu Âu và phương Đông, đế quốc Byzantine trở thành quốc gia giàu có nhất ở châu Âu. Sử dụng lực lượng quân đội tinh nhuệ kết hợp với chiến thuật ngoại giao khéo léo, Byzantine đã ngăn chặn được những cuộc tấn công của man tộc di cư. Giấc mơ chiếm lại những vùng đất ở Tây Âu đã được hiện thực hóa dưới triều đại Justinian I (527-565), dù chỉ trong thời gian ngắn ngủi. Dưới sự chỉ huy của danh tướng Belisarius, quân đội Byzantine đã chinh phục vương quốc Vandal ở Bắc Phi và vương quốc Ostrogoth ở Italy. Sau đó, Đế chế Byzantine tiếp tục đánh chiếm một phần lãnh thổ bán đảo Iberia (tỉnh Spania) và giữ vững quyền kiểm soát vùng đất này cho tới thời hoàng đế Heraclius.
Hoàng đế Justinian không chỉ khôi phục lại những lãnh địa từng thuộc về Tây La Mã mà còn soạn ra bộ luật La Mã có nhiều ảnh hưởng tới các thế hệ sau và xây dựng nhà thờ Hagia Sophia ở kinh đô Constantinople, một công trình kiến trúc tinh xảo và vĩ đại nhất thời bấy giờ. Thế nhưng một trận dịch lớn (thường gọi là "đại ôn dịch Justinian") đã tàn phá triều đại của ông và giết hại 40% dân số ở kinh đô Constantinople. Người ta ước tính rằng trận dịch này đã cướp đi sinh mạng của tổng cộng 100 triệu người trên toàn thế giới.
Sau thời hoàng đế Justinian, lãnh thổ của đế quốc Byzantine bị thu hẹp do những cuộc chiến với nhiều thế lực từ bên ngoài. Những vị Hoàng đế kế vị của ông là Maurice và Heraclius phải đối mặt với những cuộc xâm lăng của người Slav và người Avar. Sau những cuộc tàn phá của các bộ tộc Slav và Avar thì dân số ở bán đảo Balkan cũng trở nên thưa thớt hơn. Vào năm 626, thành phố lớn nhất châu Âu thời bấy giờ là Constantinopolis phải chống lại cuộc vây hãm của liên quân Avar và Sassanid (đế quốc Ba Tư). Trong những thập niên sau đó, hoàng đế Heraclius dồn toàn lực quyết đấu với đế quốc Sassanid trong một cuộc chiến mang màu sắc của một cuộc thánh chiến. Cuối cùng ông đã thành công khi chiếm được kinh đô của họ, qua đó đã đánh một đòn hủy diệt vào cường quốc đã từng đối đầu với đế quốc La Mã hàng thế kỷ qua (đây cũng được xem là cuộc chiến La Mã-Ba Tư cuối cùng trong lịch sử). Nhưng rồi cũng trong triều đại của mình, hoàng đế Heraclius chứng kiến những thành tựu vẻ vang của ông đổ sông đổ bể khi người Ả Rập lần lượt chinh phục các xứ Syria, Palestine, Ai Cập và Bắc Phi, đi kèm với nó là quá trình truyền bá Hồi giáo đến tất cả các vùng nói trên.
Sau hai cuộc vây hãm Constantinopolis không thành của người Ả Rập vào các năm 674-677 và 717, đế quốc Byzantine bị giằng xé trong phong trào phá hoại thánh tượng và những cuộc đấu đá nội bộ. Người Bulgar và người Slav nhân cơ hội này để xâm chiếm Illyria, Thrace và Hy Lạp. Sau một chiến thắng quyết định ở Ogala vào năm 680, họ đã ký một hòa ước với phía Byzantine để thành lập Đế quốc Bulgaria thứ nhất ở bán đảo Balkan. Đế quốc Byzantine ứng phó lại với những mối đe dọa bằng một hệ thống hành chính mới và những cải cách kinh tế giúp họ đủ vững mạnh để vươn tới những thành công trong những thế kỷ sau. Nền công nghệ - kỹ thuật của người Byzantine ở thời điểm đó cũng được đánh giá là tiên tiến hơn tất cả các nước ở Tây Âu.

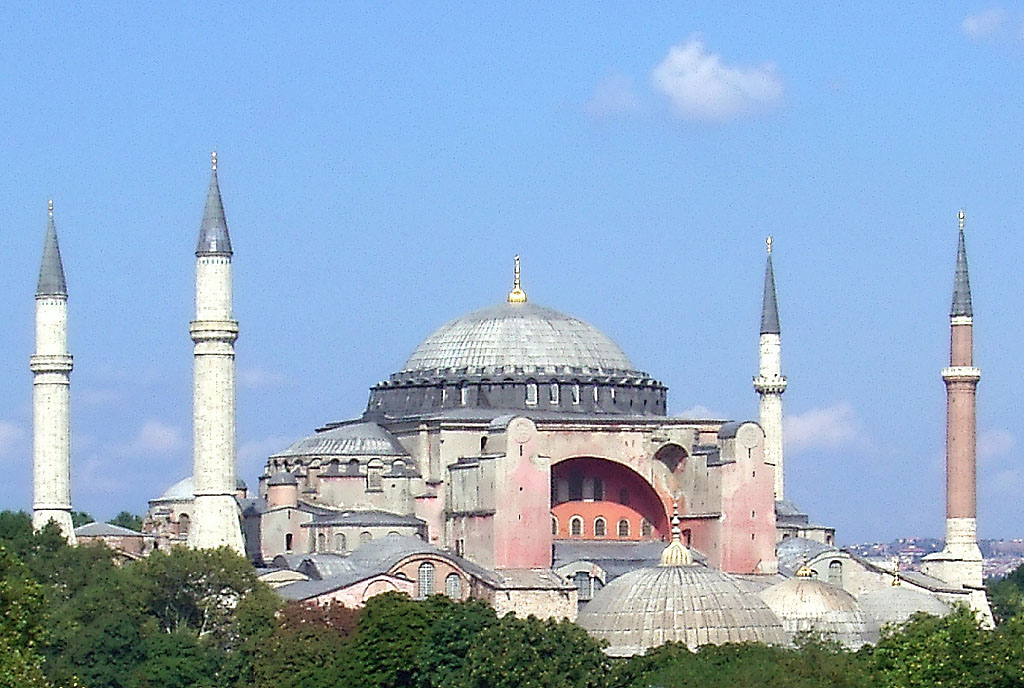
Hagia Sophia ngày nay.

Bắt đầu từ năm 867, đế quốc Byzantine đạt tới đỉnh cao một lần nữa dưới thời các vị hoàng đế thuộc vương triều Macedonia. Ở bên ngoài, quân đội Byzantine chống trả người Ả Rập và người Bulgar để mở rộng lãnh thổ (tới năm 1018 thì họ xóa sổ Đế quốc Bulgaria thứ nhất để hoàn tất công cuộc tái chiếm bán đảo Balkan). Ở trong nước, những vị hoàng đế như Leo VI và Constantine VII giúp nền văn hóa - nghệ thuật ở Constantinopolis thăng hoa (giai đoạn này cũng được gọi là thời kỳ "Phục hưng Macedonia", dù thuật ngữ này còn nhiều tranh cãi). Với những thành tựu của mình, các hoàng đế thuộc vương triều Macedonia luôn xem thường các vị vua ở Tây Âu vì xuất thân man tộc của họ. Đế quốc Byzantine vẫn duy trì, dù chỉ là trên danh nghĩa, lời khẳng định chủ quyền của họ đối với các vùng đất phía tây.
Bên cạnh những cuộc chiến, nền văn minh của Byzantine cũng đã giúp khai sáng cho nhiều man tộc. Người Slav và người Bulgar đã dần dần cải theo Kitô giáo, và những tu sĩ của Constantinopolis thậm chí còn đi tới tận những vùng đất Đông Âu xa xôi (nằm ngoài tầm ảnh hưởng của Đế chế La Mã trước đây) để truyền giáo, qua đó đặt nền móng vững chắc cho sự thống trị của Chính thống giáo Đông phương ở Nga sau này. Một yếu tố quan trọng làm nên thành công của những nhà truyền giáo này là việc họ đã chủ động sử dụng ngôn ngữ địa phương để truyền giáo, thay vì dùng tiếng Latinh hay tiếng Hy Lạp như những người đi trước. Thời hoàng kim của đế quốc Byzantine kéo dài tới đầu thế kỷ 11. Trong bối cảnh Tây Âu đang chìm trong tăm tối thì sự thịnh vượng của Byzantine đáng được xem là một đốm sáng của tri thức, một trung tâm văn hóa ở châu Âu.

## Sự trỗi dậy của Hồi giáo (632-750)
Đạo Hồi (Islam) bắt đầu được Muhammad truyền bá ở bán đảo Ả Rập vào đầu thế kỷ thứ 7. Những người theo đạo Hồi thờ Thượng đế (Allah) và xem Muhammad như là vị thiên sứ cuối cùng và toàn năng nhất, được nhận mặc khải của thượng đế để truyền lại cho con người. Ngoài việc là một biểu tượng tôn giáo thì Muhammad còn là một nhà chính trị - quân sự và là người đứng đầu nhà nước Hồi giáo mới thành lập. Chính sự ra đời của Hồi giáo là hạt nhân trong việc thống nhất bán đảo Ả Rập vốn đang bị chia cắt. Khi Muhammad qua đời (năm 632), về cơ bản là toàn bộ bán đảo Ả Rập đã được thống nhất và Hồi giáo hóa.

Sự bành trướng của các thế lực Hồi giáo
Sự mở rộng dưới thời Muhammad, 622–632
Sự mở rộng dưới thời Rashidun, 632–661
Sự mở rộng dưới thời Umayyad, 661–750

Từ thế kỷ thứ 7 trở đi, lịch sử của châu Âu đã bị ảnh hưởng rất nhiều từ sự trỗi dậy của Hồi giáo. Dưới thời vị Caliph thứ hai là Umar, các tin đồ Hồi giáo đã hoàn tất việc chinh phục Syria, Mesopotamia, Palestine, Ai Cập, một phần Tiểu Á và Bắc Phi. Đến các Caliph đời sau thì thế lực của Hồi giáo đã vươn tới thêm nhiều lãnh địa khác ở Bắc Phi, bán đảo Iberia, các đảo Síp, Malta, Kríti, Sicilia và một phần phía nam Ý.
Ở phía đông, những cuộc chinh phục của Hồi giáo đã đưa tới sự sụp đổ hoàn toàn của Đế chế Sassanid, còn Đế chế Byzantine thì mất đi một diện tích lớn lãnh thổ. Ở phía tây, cuộc chinh phục của Hồi giáo vào Hispania bắt đầu từ năm 711 khi những người Moor (chủ yếu gồm bộ tộc Berber đã cải đạo và một số người Ả Rập) xâm lược vương quốc Visigoth. Họ cập bến ở Gibraltar vào ngày 30 tháng 4 và tiến dần lên phía bắc. Chỉ trong vòng 8 năm, gần như toàn bộ đất đai trên bán đảo Iberia đã rơi vào tay người Hồi giáo, trừ một vùng nhỏ ở Tây Bắc (Asturias) và phần lớn xứ Basque. Vùng lãnh thổ mới chiếm đóng được người Ả Rập gọi là Al-Andalus và trở thành một phần trong Đế chế Umayyad.
Đà tiến của người Hồi giáo chỉ bị chặn lại khi họ thất bại trong cuộc vây hãm Constantinopolis vào năm 717 và bị đánh bại bởi người Frank do Charles Martel chỉ huy trong trận Poitiers nổi tiếng vào năm 732. Vương triều Abbasid sau đó lật đổ vương triều Umayyads vào năm 750 và tàn sát gần như toàn bộ dòng Umayyads. Thế nhưng một vị hoàng tử Umayyad là Abd-ar-rahman I đã trốn thoát được tới Tây Ban Nha và thiết lập vương quốc Cordoba tại đây. Người Frank dưới thời các hậu duệ của Charles Martel đã đánh chiếm lại một số vùng đất từ tay người Hồi giáo, nhưng nói chung là các thế lực Hồi giáo ở bán đảo Iberia vẫn còn được duy trì cho đến hàng thế kỷ sau.

## Sự hồi sinh của các vương quốc German ở Tây Âu (700-850)
Tình hình ở Tây Âu được cải thiện đáng kể từ sau năm 700 với một sự phát triển tăng vọt về nông nghiệp kéo dài tới năm 1100. Một nghiên cứu cũng chỉ ra rằng đã có sự gia tăng đáng kể về lượng ánh sáng chiếu xuống châu Âu từ năm 600 đến năm 900. Về mặt tôn giáo, hầu như tất cả Tây Âu (trừ bán đảo Iberia do người Hồi giáo chiếm đóng và một phần phía bắc đảo Anh) đều đã quy phục theo Giáo hội Công giáo Rôma. Về mặt xã hội, sự tương tác giữa nền văn hóa của những kẻ mới tới với những gì còn sót lại của văn hóa La Mã, cộng thêm tầm ảnh hưởng của Kitô giáo, đã cùng nhau sản sinh ra một hình mẫu xã hội mới dựa trên việc chấp hành những nghĩa vụ phong kiến. Hệ thống quản lý hành chính theo kiểu tập trung của người La Mã không thể tồn tại được với những thay đổi này, đi kèm với điều đó là sự biến mất của chế độ chiếm hữu nô lệ.

Italy vào năm 1000.

### Bán đảo Italy
Bán đảo Italy chưa bao giờ là một khối thống nhất trong suốt thời kỳ Trung cổ. Những người Lombard do vua Alboin lãnh đạo xâm nhập Italy vào năm 568 và lập ra một vương quốc ở phía bắc bán đảo này với kinh đô là Pavia. Trong hai thế kỷ, vương quốc Lombard liên tục tranh đấu với Đế chế Byzantine để giành quyền kiểm soát các vùng Ravenna, Lazio, Calabria, và Apulia.
Nhà nước Lombard đúng nghĩa là man tộc nếu so với những nhà nước German ra đời trước đó ở Tây Âu. Thể thức của nó rất phi tập trung hóa; các lãnh chúa tự nắm toàn quyền trong lãnh địa của mình. Sau cái chết của Cleph vào năm 575, người Lombard thậm chí còn không chịu bầu ra vua mới trong suốt một thập niên. Bộ luật đầu tiên của họ là bộ Edictum Rothari được soạn vào năm 643, tuy nhiên nó được viết ra bằng thứ tiếng Latinh rất kém cỏi và chỉ đơn thuần là sự tập hợp của các luật lệ truyền miệng trước đây.
Vương quốc Lombard được bình ổn lại dưới thời vua Liutprand (717–744), thế nhưng sự sụp đổ của nó lại diễn ra một cách bất ngờ. Vào các năm 754 và 756, vua Pepin Lùn của người Frank đánh chiếm một số đất đai của Lombard rồi trao cho Giáo hoàng để thành lập nên Nước Giáo hoàng (tiếng Anh: Papal States), có thể xem là một tổ chức chính trị đặc biệt. Hai thập niên sau đó, vào năm 774, do những tranh chấp với Giáo hoàng mà vua Desiderius của Lombard cuối cùng đã bị mất nước về tay Hoàng đế Charlemagne.
Vùng đất phía bắc ranh giới của khu Giáo hoàng sau đó được cai trị bởi các tiểu quốc chư hầu của Hoàng đế Đế chế La Mã thần thánh cho đến thế kỷ 11 và 12, khi nhiều thành phố nổi dậy giành quyền tự trị. Miền Nam Italy thì bị xâu xé trong vài thế kỷ bởi các thế lực khác nhau như các công tước ở Benevento và Spoleto, Đế chế Byzantine, người Hồi giáo, người Norman, và các chính quyền địa phương.

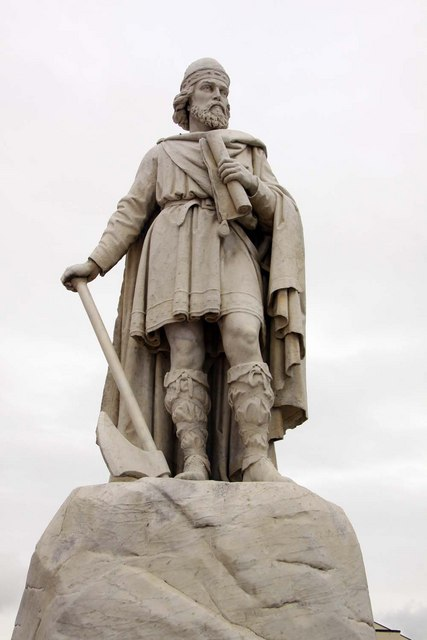
Tượng Alfred Đại đế

### Đảo Anh
Giai đoạn đầu Trung cổ chứng kiến việc những người Anglo-Saxon tới thay thế người Briton (dân tộc bản xứ ở đảo Anh lúc đó) để làm bá chủ của đảo Anh. Ngay từ giữa thế kỷ thứ 5, các bộ tộc có xuất xứ từ những vùng mà hiện nay là Đức, Hà Lan, và Đan Mạch đã bắt đầu những cuộc cướp phá nhắm vào đảo Anh. Theo chuyện kể lại, hai tộc trưởng người Jutes là Hengest và Horsa đã được vị vua người Briton là Vortigern mời đem quân tới chống lại bộ tộc Pict, đổi lại họ sẽ được cắt đất. Sau đó, nhận ra sự trù phú ở nơi đây, những người Jutes và Anglo-Saxon đã ồ ạt đổ vào đảo Anh và tiến hành những cuộc xâm lược để hất cẳng luôn người Briton. Mặc dù vậy, một số người Briton vẫn bảo vệ được lãnh thổ và truyền thống của mình ở các vùng Wales, Dumnonia và Hen Ogledd. Câu chuyện về vua Arthur huyền thoại chiến đấu chống lại người Saxon là một trong những truyền thuyết nổi tiếng nhất của họ (sự xác thực của nhân vật này vẫn còn là đề tài tranh cãi). Phần lớn người Briton khác thì chạy trốn đến Bretagne (Tây Bắc Pháp).
Những người Anglo-Saxon xây dựng một số vương quốc với tầm quan trọng và thời gian tồn tại khác nhau. Vua Alfred Đại đế (ở ngôi từ 871-899, và cũng là vị vua người bản xứ duy nhất của Anh được gọi là "Đại đế") của vương quốc Wessex đã dẫn dắt họ chống lại quân xâm lược Viking tới từ Đan Mạch, và sau đó thì quá trình thống nhất nước Anh được hoàn tất vào năm 926 khi Northumbria được sáp nhập bởi vua Athelstan, người cháu của vua Alfred Đại Đế.

### Đế chế Frank

Lãnh thổ của Đế chế Frank. Phần màu xanh lá cây nhạt là những vùng mà Charlemagne sáp nhập.

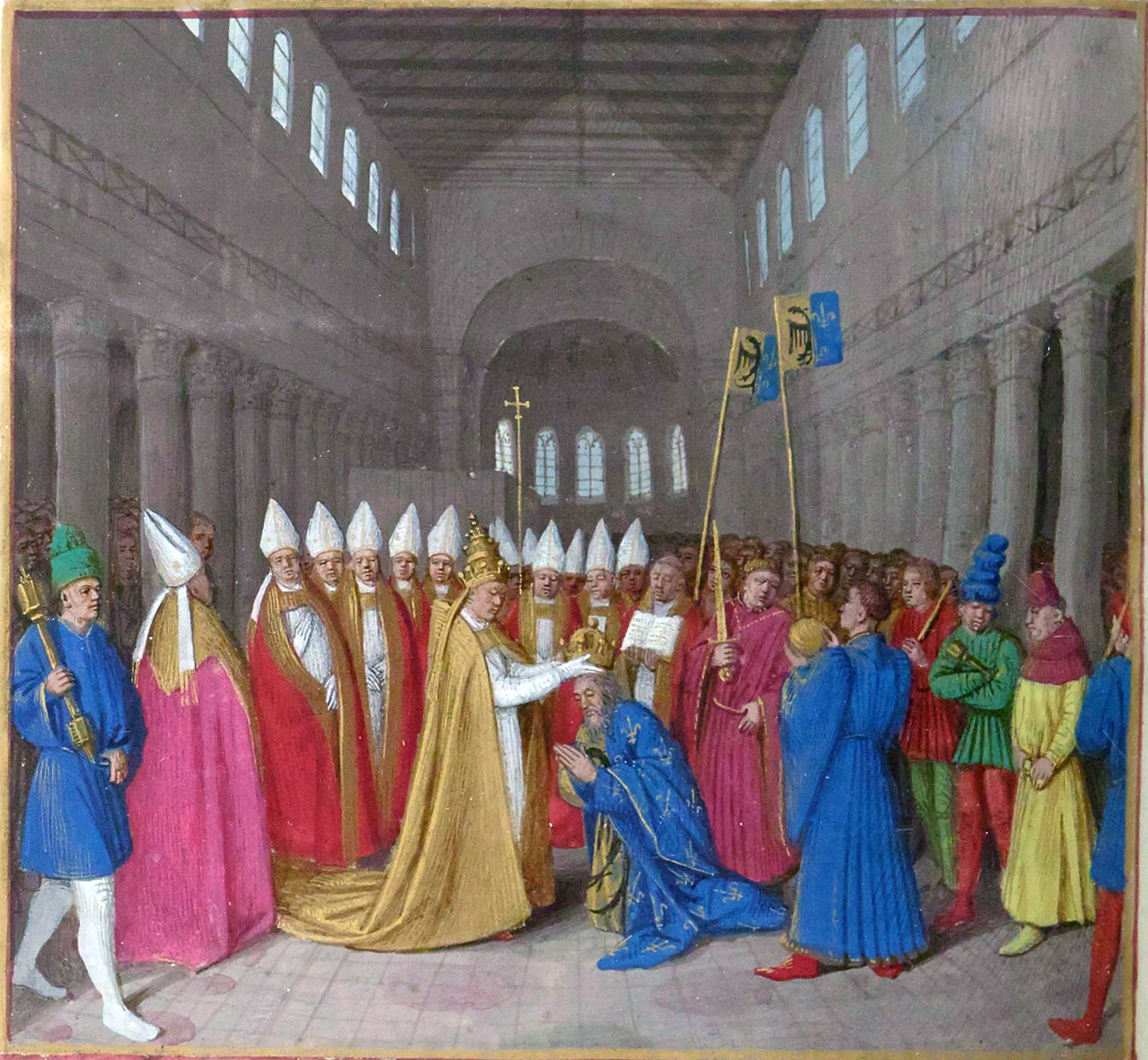
Charlemagne được Giáo hoàng gia miện ở Rome.

Đế chế Frank được xem là đỉnh cao cho sự phát triển của các vương quốc Tây Âu trong giai đoạn này. Dưới thời kỳ trị vì của vua Clovis I (481-511), người Frank liên tiếp giành thắng lợi trước các thế lực đối địch như người Alamanni và Visigoth, trong đó có trận Tolbiac (496) mang ý nghĩa quyết định. Cũng trong năm 496, Clovis cải theo Công giáo Rôma và làm lễ rửa tội ở Rheims, điều này giúp người Frank có được sự ủng hộ của giới quý tộc Kitô giáo trong các chiến dịch quân sự của mình. Khi Clovis qua đời, vương triều Merovingian do ông sáng lập đã kiểm soát gần như toàn bộ xứ Gaul rộng lớn, chỉ trừ tỉnh Septimania của người Goth ở phía tây và Vương quốc Burgundia ở vùng đông nam. Những năm sau đó, các hậu duệ của Clovis đều tiếp tục tiến hành chính sách mở rộng lãnh thổ. Họ xóa sổ Vương quốc Burgundia và chinh phục nốt những phần còn lại của vương quốc Visigoth ở xứ Gaul vào thế kỷ thứ 6.
Từ giữa thế kỷ thứ 7 trở đi thì quyền lực trong vương quốc Frank chủ yếu nằm trong tay các vị Quản thừa. Năm 732, Quản thừa Karl Búa Sắt (Charles Martel) giành chiến thắng oanh liệt trong trận Poitiers (còn gọi là trận Tours), giúp Tây Âu đẩy lui được cuộc xâm lăng của Đế quốc Hồi giáo thời bấy giờ. Năm 751, con trai của Quản thừa Charles Martel là Pepin Lùn đã phế truất triều Merovingian để lập ra một triều đại mới, vương triều Carolingian. Khi vua Pepin qua đời vào năm 768, con trai ông là vua Charles (sau này thường được biết đến như là Charlemagne hoặc Charles Đại đế) lên nối ngôi.
Charlemagne được đánh giá là vị hoàng đế vĩ đại và kiệt xuất nhất trong giai đoạn đầu Trung cổ với hàng loạt chiến thắng huy hoàng trong các cuộc chiến tranh. Từ năm 772, vua Charlemagne bắt đầu tấn công người Saxon ở phía nam nước Đức ngày nay và phải mất tới 32 năm thì mới hoàn toàn chinh phục được họ; đi kèm với những chiến thắng luôn là quá trình cải đạo ép buộc cho các man tộc không chịu tin vào Thiên chúa. Năm 774, Charlemagne thôn tính vương quốc Lombard ở Bắc Italy. Ở phía tây, Charlemagne giành lại từ tay người Hồi giáo một phần đất đai phía nam dãy núi Pyrénées, với trung tâm là thành phố Barcelona. Đế chế Frank dưới thời Charlemagne có thể xem là có lãnh thổ tương đương với Đế chế Tây La Mã trước đây.
Vào ngày lễ Giáng sinh năm 800, giáo hoàng Leo III đã bất ngờ gia miện cho Charlemagne thành Hoàng đế La Mã (Imperator Romanorum). Giờ đây ông được xem như người kế thừa của các vị Hoàng đế La Mã xưa kia; sự kiện này có ý nghĩa đặc biệt quan trọng vì nó đánh dấu sự ra đời của "Đế chế La Mã thần thánh" sau này. Không chỉ có các những cuộc chinh phục, triều đại của Charlemagne còn được gắn liền với khái niệm "Phục hưng Carolingian", một thời đại đánh dấu sự phục hưng của các ngành nghệ thuật, học vấn, tôn giáo và văn hóa, thông qua trung gian là Giáo hội Công giáo. Những học giả đời sau cho rằng Hoàng đế Charlemagne chính là người đã đặt nền móng cho lịch sử phát triển của châu Âu thời Trung cổ.
Sau hiệp ước Verdun vào năm 843 giữa ba người cháu của Hoàng đế Charlemagne, Đế chế Frank to lớn bị chia làm ba phần và dần dần tan rã thành các quốc gia khác nhau. Phần phía tây sau đó phát triển thành nước Pháp, phần phía đông thành Đế chế La Mã thần thánh và phần giữa gồm các vùng như Bắc Italia, Burgundy, v.v...

### Chế độ phong kiến ở châu Âu
Từ khoảng năm 800 diễn ra sự tái xuất hiện của một nền nông nghiệp có hệ thống dưới hình thức đất tự do (tiếng Anh: open field system). Một thái ấp sẽ có nhiều mảnh đất và được chia ra trồng trọt bởi các gia đình xung quanh đó. Hệ thống luân canh ba mảnh đất cũng được áp dụng từ thế kỷ thứ 9: mảnh đất thứ nhất trồng lúa mì, mảnh đất thứ hai trồng các loại cây có khả năng chuyển hóa trực tiếp nitơ như yến mạch hay đậu, còn mảnh đất thứ ba thì được để không. Hệ thống luân canh này giúp có nhiều đất đai được trồng trọt hơn, và quan trọng hơn, nó làm giảm nguy cơ xảy ra nạn đói kém khi có một vụ mùa thất bát.
Sự quay trở lại của nền nông nghiệp có hệ thống trùng với sự xuất hiện của một hệ thống xã hội mới: chế độ phong kiến. Chế độ phong kiến thể hiện hệ thống đẳng cấp dựa trên những nghĩa vụ tương hỗ, được gọi là các nghĩa vụ phong kiến. Các quý tộc nhận đất phong từ vua để trở thành lãnh chúa của một vùng đất, đổi lại họ phải hứa hẹn trung thành với nhà vua và đem quân tới giúp khi có chiến tranh. Trong từng lãnh địa, mỗi người dân sẽ phải phục vụ lãnh chúa của mình để đổi lại sự che chở của họ. Chế độ phong kiến đem lại lợi ích là giúp các quốc gia duy trì một sự an toàn nhất định cho nhân dân, ngay cả khi không có một bộ máy hành chính hoàn thiện. Thế nhưng mặt trái của nó là việc cát cứ ở địa phương; các lãnh chúa bắt đầu mạnh lên và hùng cứ ở lãnh địa của mình, dẫn đến tình trạng chia cắt kéo dài ở Tây Âu.
Một điểm rất đáng lưu ý là, về cơ bản, chế độ phong kiến ở phương Tây rất khác với phương Đông (đặc biệt là Trung Quốc). Ở phương Tây thì chế độ phong kiến gấn liền với giai cấp lãnh chúa và nông nô, hệ thống đẳng cấp dựa trên quan hệ lãnh chúa - chư hầu, tình trạng cát cứ kéo dài, còn ở phương Đông thì chế độ quân chủ tập quyền ra đời sớm và tồn tại lâu dài.

## Thời đại Viking (793-1066)

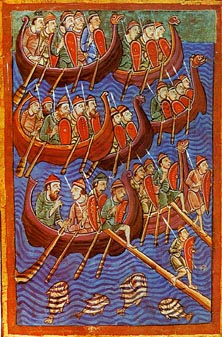
Thủy thủ Viking Đan Mạch, tranh vẽ giữa thế kỷ XII

Bản đồ mô tả những vùng định cư của người Scandinavia trong thế kỷ 8 (đỏ đậm), 9 (đỏ), 10 (cam) và 11 (vàng). Những vùng xanh là các vùng hay bị Viking cướp phá.

Thời đại Viking kéo dài từ năm 793 đến 1066 ở bán đảo Scandinavia và Anh. Trong khoảng thời gian này, người Viking, vốn là những chiến binh và thương nhân có nguồn gốc từ Scandinavia, đã cướp bóc và dong thuyền tới hầu hết các nơi ở châu Âu, một phần Bắc Phi và Đông Bắc châu Mỹ. Bên cạnh việc dựa vào khả năng hàng hải tiên tiến của mình để thám hiểm châu Âu và mở các tuyến đường buôn bán, người Viking còn tiến hành nhiều cuộc chiến tranh liên miên. Với niềm tin vào tôn giáo đa thần của mình, người Viking là những chiến binh lì lợm và hiếu chiến nhất được cả châu Âu khiếp sợ. Chính họ là một trong những nguyên nhân đã trói chân các cộng đồng Kitô giáo ở châu Âu hàng thế kỷ, góp phần vào sự phát triển của chế độ phong kiến.
Thời đại Viking được xem như bắt đầu từ năm 793 khi họ tới cướp phá tu viện đảo Lindisfarne ở Anh. Từ năm 793 tới khoảng năm 850, những người Viking đã tấn công và chiếm đóng nước Anh, nhưng rồi sau đó họ bị Alfred Đại đế đẩy lui, đi tới một thỏa thuận chia đôi nước Anh trong hiệp ước Alfred và Guthrum (886). Người Viking từ đó đóng lại tại Danelaw ở đông bắc Anh. Tới năm 847 thì có một đợt người Viking mới tràn vào nước Anh khi Erik Bloodaxe đánh chiếm York. Người Viking tiếp tục hiện diện ở Anh cho tới thời Canute Đại đế (1016–1035), và thời đại Viking ở đảo Anh được ghi nhận là kết thúc sau thất bại của họ trong trận chiến cầu Stamford vào năm 1066. Một điều nên biết là không phải tất cả những người Viking tới Anh đều là để cướp bóc. Một số tới để sinh sống và có những đóng góp vào văn hóa. Việc khá nhiều từ ngữ trong tiếng Anh có xuất xứ từ ngôn ngữ cổ ở Scandinavia là minh chứng cho điều đó.
Ngoại trừ ở Anh thì lịch sử còn ghi nhận những cuộc viễn chinh của người Viking tới Ireland, Đông Âu, bán đảo Iberia, phần phía tây của Đế chế Frank, Iceland và Greenland. Đặc biệt, vào khoảng năm 986, Bjarni Herjólfsson, Leif Ericson và Þórfinnur Karlsefni từ Greenland đã tiếp bước Erik the Red để tới Bắc Mỹ và tổ chức định cư tại một mảnh đất mà họ gọi là Vinland (vùng đất trồng nho), ngày nay thuộc đảo Newfoundland, Canada. Mặc dù vậy, những cuộc xung đột với người bản địa và việc thiếu tiếp tế từ quê nhà đã khiến họ phải bỏ cuộc chỉ trong vài năm sau đó.
Vào năm 911 ở Pháp, một đội quân Viking xâm lược do Rollo chỉ huy đã buộc vua Pháp ký hòa ước Saint Clair-sur-Epte để nhượng khu vực quanh cửa sông Seine cho họ chiếm đóng, đổi lại Rollo sẽ cải đạo và phục vụ cho vua Pháp. Vùng đất phong của Rollo sau đó được gọi là Normandy (xuất phát từ chữ northman) với thủ phủ là Rouen. Những người Norman sau đó chiếm được đảo Sicilia và tiến hành cuộc chinh phục nước Anh vào năm 1066 dưới sự lãnh đạo của William Kẻ chinh phục (William I của Anh).
Từ thế kỷ 11, người Viking hòa mình vào các dân tộc khác ở châu Âu và dần dần đều cải theo Kitô giáo.

## Đông Âu từ năm 600 đến 1000

### Kievan Rus
Trước khi Kievan Rus ra đời, Đông Âu được thống trị bởi người Khazar, vốn là một nhánh người Turk đã tách ra khỏi nước Turkic Khaganate (còn gọi là Göktürks, hoặc theo tiếng Trung Quốc là Đột Quyết) từ thế kỷ thứ 7. Khazar là một nhà nước đa sắc tộc, phát triển hùng mạnh dựa vào việc kiểm soát những tuyến đường buôn bán trên sông giữa châu Âu và phương Đông. Người Khazar cũng tiếp nhận cống phẩm từ các dân tộc lân cận là người Alani, người Magyar, một số bộ tộc Slav khác, người Goth, và người Hy Lạp ở Krym. Dựa vào các thương nhân lưu động thì họ cũng đã xây dựng mối quan hệ làm ăn tới Ấn Độ và Tây Ban Nha.
Khi những người Khazar này phải đối mặt với áp lực từ người Ả Rập đang mở rộng lãnh thổ, họ đã xoay sang liên minh với Constantinopolis. Mặc dù gặp vài thất bại lúc đầu nhưng sau đó họ đã chiếm lại Derbent và rồi tiến xuống vùng Caucasia. Bằng cách này, họ đã chặn đứng con đường tiến lên phía bắc của Hồi giáo ở Đông Âu. nhiều thập kỷ trước khi Charles Martel làm được điều tương tự ở Tây Âu..

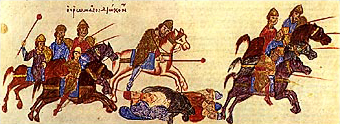
Tranh vẽ cảnh quân đội của Sviatoslav bị người Byzantine truy đuổi.

Vào thế kỷ thứ 7, vùng duyên hải phía bắc của Biển Đen tiếp nhận một đợt tấn công mới từ người Bulgar, những người đã lập nên một vương quốc Đại Bulgaria hùng mạnh dưới sự trị vì của Kubrat. Người Khazar sau đó đẩy được người Bulgar từ Nam Ukraine xuống trung lưu sông Volga (nơi họ thành lập nước Volga Bulgaria) và hạ lưu sông Danube (nơi họ thành lập Đế chế Bulgaria đầu tiên). Những người Bulgar ở sông Danube sau đó bị đồng hóa theo phong tục của người Slav và cải theo Chính thống giáo Đông phương của Byzantine.
Ở phía bắc của Byzantine, nhà nước đầu tiên của người Slav được ghi nhận là Đại Moravia, xuất hiện từ thời Đế chế Frank tới đầu thế kỷ thứ 9 thì bị tiêu diệt bởi người Magyar (người Hungary). Những người Tây Slav sau đó cải theo Công giáo Rôma, còn những người Đông Slav thành lập nên nhà nước Kievan Rus của mình từ năm 880. Kievan Rus sau đó phát triển thành quốc gia có diện tích lớn nhất châu Âu lúc đó và cải theo Chính thống giáo Đông phương từ năm 990. Người Kievan Rus kiểm soát những tuyến đường thương mại từ Bắc Âu đến Constantinopolis và phương Đông. Thủ đô của Kievan Rus là thành phố Kiev.
Mặc dù lúc đầu có xung đột nhưng dần dần thì Kievan Rus và Byzantine thiết lập mối quan hệ liên minh, đặc biệt là khi Vladimir I của Kiev trở thành người nước ngoài đầu tiên được cưới một công chúa Byzantine trong vương triều Macedonia, điều mà ngay cả các vị vua Tây Âu cũng không có được. Những chiến dịch của cha Vladimir là vua Svyatoslav I đã góp phần làm tan rã hai cường quốc mạnh nhất ở Đông Âu lúc đó là Bulgaria và Khazar.

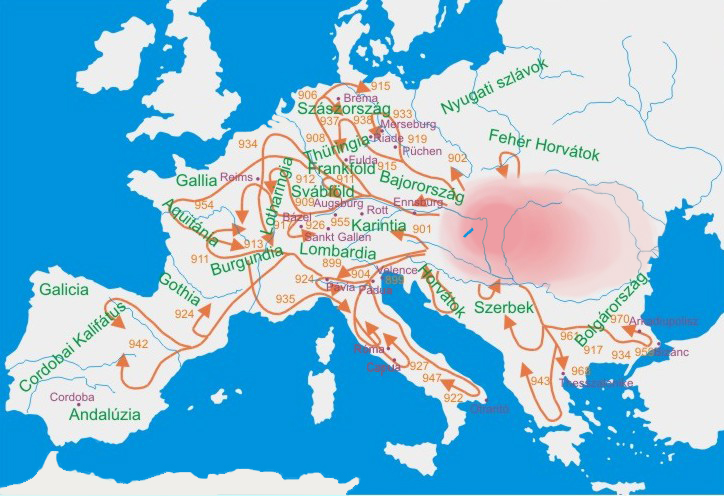
Những cuộc xâm lăng của người Magyar trong thế kỷ thứ 10. Nhiều quốc gia châu Âu đã phải van xin: "Sagittis hungarorum libera nos Domine" - "Chúa cứu giúp chúng ta khỏi những mũi tên của người Hungary"

### Hungary
Người Magyar (về sau gọi là người Hungary) có nguồn gốc từ châu Á và có thuyết cho rằng họ là hậu duệ của người Hung sau thời vua Attila, nhưng điều này vẫn còn đang được bàn cãi. Khoảng năm 895-896, dưới sự lãnh đạo của Árpád, những người Magyar vượt dãy Carpathian để tới khu lòng chảo Carpathian. Năm 907, người Hungary đánh bại một đội quân Bavaria trong trận Pressburg và bắt đầu xua quân đi cướp phá các vùng lãnh thổ ở Đức, Pháp và Italy. Năm 910, họ tiếp tục đánh bại quân đội của Đế chế Frank ở gần Augsburg.
Từ năm 917 đến 925, người Hungary cướp phá dọc khắp Basle, Alsace, Burgundy, Saxony, và Provence. Mặc dù bị chặn lại ở Tây Âu sau thất bại trong trận Lechfeld (955), người Hungary vẫn tiếp tục cướp phá bán đảo Balkan cho tới năm 970. Sự định cư của họ sau đó được Giáo hoàng chấp nhận cùng với sự cải đạo, và vào năm 1001, Stephen I của Hungary đã được gia miện thành vua của Hungary. Từ đó, vương quốc Hungary trở thành một tấm lá chắn bảo vệ Kitô giáo châu Âu khỏi những cuộc xâm lăng từ phía đông và phía nam, đặc biệt là từ người Thổ.

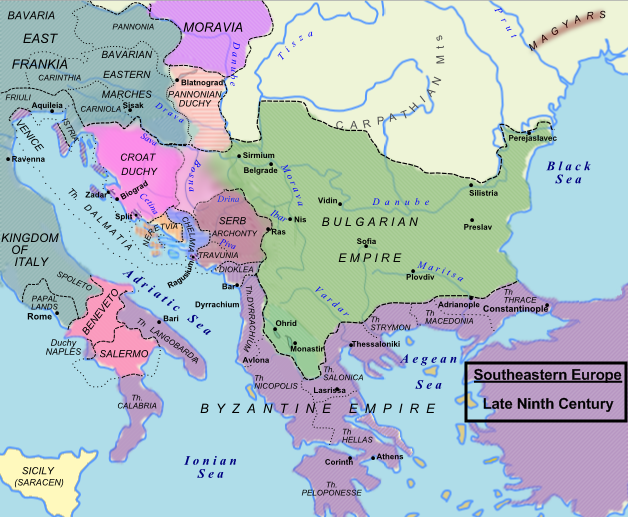
Bulgaria và những người hàng xóm Balkan dưới thời Boris I.

### Đế chế Bulgaria
Năm 682, những người Bulgar lập ra Đế chế Bulgaria đầu tiên hùng mạnh và giữ một vai trò lịch sử quan trọng ở Đông Nam châu Âu. Vào năm 718, Bulgaria đánh thắng triệt để người Ả Rập trong trận chiến gần Constantinopolis; vua của họ lúc đó là Tervel đã được tung hô là "Vị cứu tinh của châu Âu". Ngoài ra thì Bulgaria cũng đã chặn đứng những tộc người Pecheneg và Khazar, khiến họ không thể tiến sâu hơn nữa xuống phía nam. Dưới thời vua Simeon I (893–927), nước này được xem là có diện tích lớn nhất châu Âu, đe dọa sự tồn tại của Byzantine.
Thế nhưng vào năm 968 thì Bulgaria bị Kievan Rus tấn công lấy mất thủ đô Preslav và tới năm 1018 thì bị Byzantine chinh phục. Mãi tới một thế kỷ sau đó, người Bulgar mới lại nổi dậy thành công và lập nên Đế chế Bulgaria thứ hai, tồn tại tới thế kỷ 14. Về mặt văn hóa, sau khi cải đạo vào năm 864, Bulgaria trở thành trung tâm của thế giới người Slav theo Chính thống giáo.

## Sự chuyển đổi về mặt giáo dục
Với sự sụp đổ của Đế chế Tây La Mã và sự suy tàn của các trung tâm thành thị, nền giáo dục bị suy giảm trầm trọng ở phía tây. Giáo dục chỉ còn tồn tại ở các tu viện và nhà thờ. Mãi tới thế kỷ thứ 8 thì một sự "Phục hưng" cho nền giáo dục thời Hy Lạp - La Mã mới xuất hiện trong vương triều Carolingian. Ở Đế chế Byzantine, việc học hành (theo nghĩa là giáo dục chính quy, bao gồm cả văn học) được duy trì ở mức độ cao hơn phía tây. Xa hơn nữa về phía đông, người Hồi giáo chinh phục nhiều địa phận và mang theo nhiều tiến bộ về khoa học, triết học và các hoạt động trí tuệ khác trong một "thời hoàng kim" của việc học hành.

### Nền giáo dục cổ điển của Hy Lạp - La Mã
Hệ thống giáo dục cổ điển, vốn đã được duy trì hàng trăm năm, nhấn mạnh vào ngữ pháp, tiếng Latinh, tiếng Hy Lạp và thuật hùng biện. Học sinh đọc đi đọc lại các tác phẩm kinh điển và viết những bài luận theo phong cách đó. Tới thế kỷ thứ 4 thì hệ thống giáo dục này bị Kitô hóa. Trong De Doctrina Christiana, Augustine diễn giải về việc nền giáo dục cổ điển có thể ăn khớp với những quan niệm của Kitô giáo. Kitô giáo là tín ngưỡng của cuốn sách; mọi Kitô hữu phải biết viết biết đọc. Tertullian thì mơ hồ hơn về giá trị của giáo dục cổ điển, tự hỏi rằng "Athens thì liên quan gì tới Jerusalem?". Nhưng ông cũng không chống lại việc đưa Kitô giáo vào các trường cổ điển. Tới năm 529 thì Học viện Plato và tất cả các trường cổ điển khác bị Hoàng đế Justinian đóng cửa và những nền triết học ngoài Kitô giáo đều bị cấm. Kể từ ngày đó thì giáo dục bị buộc phải chuyển đổi để thích nghi với chủ nghĩa kinh viện của nhà thờ.

### Sự suy giảm ở phía tây
Sự tan rã của các đô thị đã làm giảm phạm vi của giáo dục, và tới thế kỷ thứ 6 thì việc dạy và học hoàn toàn chỉ còn ở các trường đạo, với trọng tâm là việc học Kinh thánh. Nền giáo dục thế tục tồn tại một cách yếu ớt ở Italy, Tây Ban Nha, và phía nam xứ Gaul, nơi mà ảnh hưởng của La Mã vẫn còn kéo dài. Mặc dù vậy, vào thế ký thứ 7, việc học hành bắt đầu nở rộ ở Ireland và các vùng đất của người Celt (Scotland và Wales), nơi mà tiếng Latinh được tiếp nhận như một ngôn ngữ ngoại quốc và được nhiều người háo hức dạy và học.

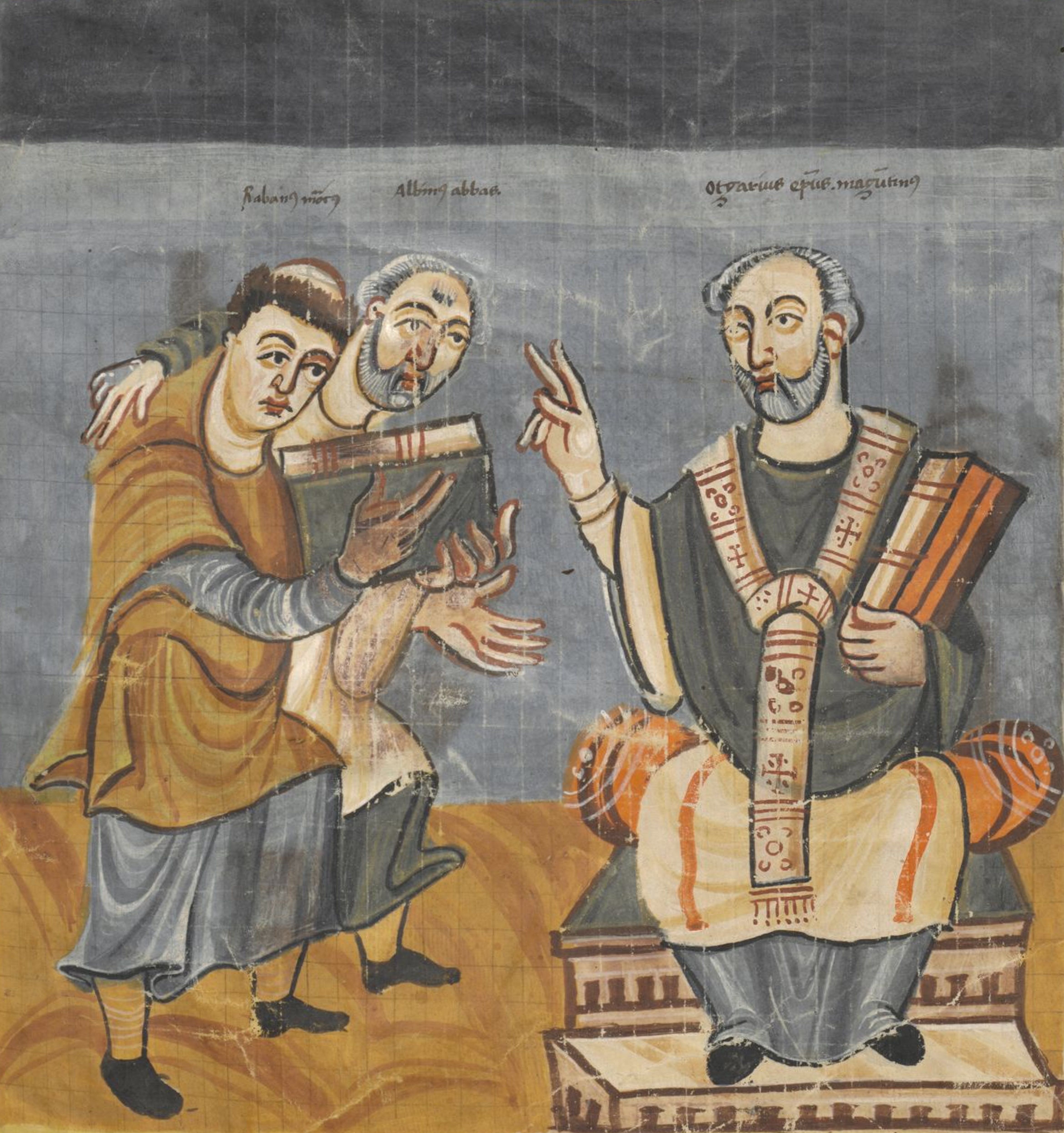
Nền khoa học giáo dục thời Trung cổ được tập trung ở các tu viện. Người đứng giữa là Alcuin, một trong những học giả nổi bật nhất dưới triều Charlemagne.

#### Khoa học
Trong thế giới cổ đại, Hy Lạp là ngôn ngữ của khoa học. Những nghiên cứu khoa học tiến bộ và việc giảng dạy về nó chủ yếu diễn ra ở phần lãnh thổ La Mã gắn liền với văn hóa Hy Lạp, và bằng tiếng Hy Lạp. Việc tiếng Hy Lạp bị suy giảm khiến phương Tây Latinh bị cắt rời khỏi những gốc rễ của triết học và khoa học của Hy Lạp. Suốt một thời gian dài, những người nói tiếng Latinh nếu muốn học về khoa học thì chỉ có thể có được một vài cuốn sách của Boethius với nội dung tổng hợp lại những tài liệu Hy Lạp. Năm 630, thánh Isidor của Seville tạo ra cuốn bách khoa toàn thư đầu tiên bằng tiếng Latinh.
Hầu hết những học giả mà ta biết trong những thế kỷ này là những vị tăng lữ mà việc nghiên cứu về tự nhiên chỉ là một phần nhỏ trong các mối quan tâm của họ. Việc nghiên cứu về tự nhiên này cũng chỉ là vì những lý do thực tế như tìm tòi cách tính ngày giờ, cách chữa bệnh, v.v... Những người thời hiện đại như chúng ta nếu đọc lại những nghiên cứu thời này có thể thấy rằng nhiều khi chúng khá lan man, có lúc đang phân tích về một hiện tượng thiên nhiên thì lại xoay sang nói về những ý nghĩa biểu tượng của nó.

#### Phục hưng Carolingian
Khoảng từ năm 800, mối quan tâm tới nền giáo dục cổ điển lại được phục hưng như là một phần trong cuộc "Phục hưng Carolingian". Hoàng đế Charlemagne đã đưa lại một cuộc cải cách trong giáo dục. Vị thầy tu Alcuin nhắm tới việc hồi phục lại các kiến thức cổ xưa bằng cách soạn ra một chương trình học tập gồm bảy môn: ngữ pháp, hùng biện, biện chứng, số học, hình học, thiên văn, và âm nhạc. Từ năm 787, các chiếu chỉ được ban ra để khuyến khích sự phục hồi các trường học cũ và mở thêm các trường mới.
Về cách tổ chức, những trường này sẽ trực thuộc một tu viện hoặc nhà thờ nào đó. Tầm quan trọng thực sự của những biện pháp cải cách này chỉ tới trong vài thế kỷ sau đó. Việc dạy môn biện chứng đưa đến việc đặt ra những câu hỏi phỏng đoán; và từ đó mà nền triết học kinh viện ra đời. Vào thế kỷ 12 và 13, nhiều trường được Charlemagne đỡ đầu trước đây đã trở thành các trường đại học.

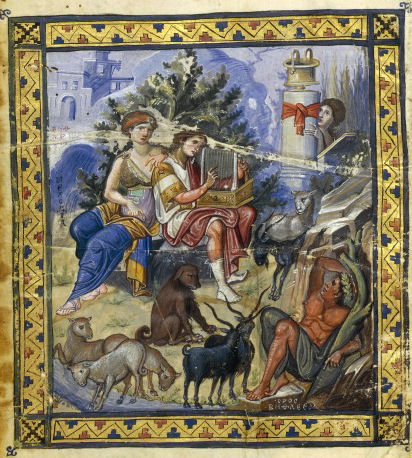
Bức tranh "David chơi đàn hạc" thuộc bộ Paris Psalter, một ví dụ tiêu biểu cho sự phục hưng nghệ thuật ở Byzantine.

### Thời hoàng kim của Byzantine
Thành tựu lớn về mặt trí tuệ của Byzantine là bộ Corpus Juris Civilis, một tài liệu biên soạn về luật La Mã của hoàng đế Justinian. Trong tác phẩm này có một chương tên Digesta đã trừu tượng hóa những nguyên tắc của luật La Mã, khiến chúng có thể được áp dụng vào bất cứ tình huống nào. Việc phổ cập đọc viết ở Đế chế Byzantine cũng cao hơn ở Tây Âu. Những trường tiểu học cũng xuất hiện rộng rãi hơn, thậm chí là ở miền quê cũng có. Những trường trung học vẫn tiếp tục dạy những tác phẩm cổ điển vĩ đại, chẳng hạn như cuốn Illiad của Homer.
Nói tới những bậc giáo dục cao hơn, học viện Neoplatonic ở Athens đã bị đóng cửa vào năm 526 do vấn đề ngoại giáo. Có một trường ở Alexandria vẫn được duy trì cho tới khi bị người Ả Rập chinh phục (640). Trường đại học Constantinopolis có lẽ cũng bị tan rã trong khoảng thời gian này, nhưng sau đó được mở lại bởi hoàng đế Michael III vào năm 849. Nền giáo dục bậc cao trong khoảng thời gian này chú trọng vào thuật hùng biện, mặc dù những lý luận logic của Aristotle chỉ được dạy một cách khái quát. Dưới triều đại Macedonia (867-1025), Byzantine trải qua một thời đại hoàng kim với sự phục hưng của nền giáo dục cổ điển. Mặc dù giai đoạn này không có nhiều nghiên cứu mới nhưng nó đã đem lại nhiều từ điển, hợp tuyển, bách khoa toàn thư và các bài bình luận.

### Những học hỏi từ Hồi giáo
Khoảng thế kỷ 11, những kiến thức của người Hồi giáo bắt đầu được đưa tới Tây Âu. Những công trình của Euclid và Archimedes vốn đã bị thất lạc ở phương Tây giờ đây được dịch từ tiếng Ả Rập sang tiếng Latinh ở Tây Ban Nha. Hệ số đếm Ả Rập bao gồm cả số 0 đã được những nhà toán học Hindu phát triển vào thế kỷ 5 và 6. Người Ả Rập tiếp thu nó và thêm vào khái niệm phân số thập phân trong thế kỷ 9 và 10. Những tiến bộ này sau đó được người châu Âu học hỏi. Giáo hoàng Sylvester II góp công tạo ra bàn tính sử dụng các con số Ả Rập. Một bản chuyên luận của Al-Khwārizmī về cách tính toán với những con số đó cũng được dịch sang tiếng Latinh vào thế kỷ 12.

## Kitô giáo ở phía tây và phía đông châu Âu

Tượng miêu tả cảnh vua Clovis rửa tội.

Lúc khởi đầu, Kitô giáo là một tôn giáo thống nhất. Nhưng rồi vào giai đoạn đầu Trung cổ, sự tách ly giữa Kitô giáo ở phía đông và phía tây châu Âu dần dần ngày càng được mở rộng ra. Ở phía tây, địa vị của Tổng giám mục thành Rome ngày càng cao và sau này họ xưng là Giáo hoàng. Giáo hội ở Rome được xem như một tổ chức chính trị đặc biệt và có tiếng nói quyết định trong nhiều sự kiện ở Tây Âu. Ở phía đông, Tổng giám mục thành Constantinople là người đứng đầu giáo hội, nhưng khác với Tây Âu là vẫn phải chịu sự chỉ huy của hoàng đế Byzantine.
Đến thế kỷ 11, hai bên mâu thuẫn gay gắt và cuối cùng đi đến việc khai trừ giáo tịch lẫn nhau. Đó gọi là cuộc Đại ly giáo Đông Tây. Từ đó ở phương Tây trở thành Giáo hội Công giáo Rôma, còn ở phương Đông trở thành Giáo hội Chính Thống giáo Đông phương. Mặc dù không thật sự khác nhau nhiều lắm về đức tin, nghi thức, v.v... nhưng hai giáo hội này hoàn toàn độc lập với nhau. Ngoài ra còn có Kitô Celtic ở đảo Anh là một nhánh độc lập với hai giáo hội trên.
Ở Tây Âu, Giáo hội Công giáo là tổ chức duy nhất từ thời La Mã hầu như không bị người man tộc xâm phạm sau sự sụp đổ của Đế chế Tây La Mã. Chính vì vậy mà chỉ ở những cơ sở tôn giáo này mới còn giữ lại được các thành tựu của nền văn hóa cổ đại. Giai đoạn đầu Trung cổ chứng kiến sự cải đạo mạnh mẽ của các man tộc, như đã đề cập rải rác ở các phần trên. Khi bắt đầu giai đoạn giữa Trung cổ thì chỉ còn bán đảo Scandinavia, vùng Baltic, và một số vùng Finno-Ugric là chưa được cải đạo.

## Sự thành lập Đế chế La Mã thần thánh (thế kỷ thứ 10)

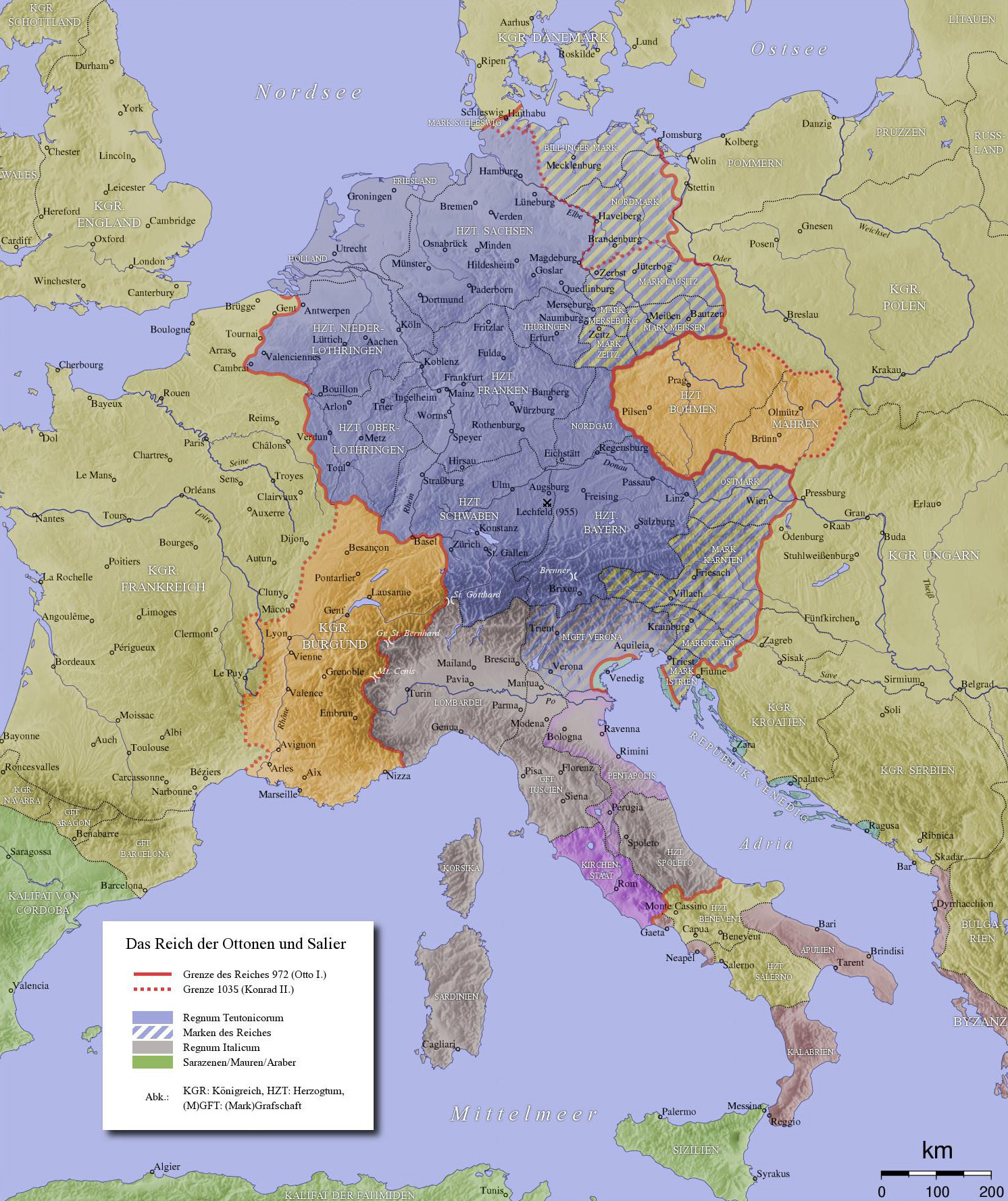
Lãnh thổ của Đế chế La Mã thần thánh dưới thời Otto I, bao gồm Đức, Bắc Italy, Áo và Hà Lan ngày nay.

Sự cai trị yếu đuối của hoàng đế Charles Béo thuộc vương triều Carolingian đã dẫn đến một cuộc nổi loạn của người cháu là Arnulf của Carinthia, cuối cùng đưa đến việc Đế chế Frank bị chia thành các vương quốc ở Pháp, Đức và Bắc Italy (887). Lợi dụng tình thế này, người Hungary xua quân cướp phá nhiều nơi. Những nhà quý tộc ở Đức sau đó suy tôn công tước của Saxony là Henry Người bắn chim lên làm vua tại Fritzlar năm 919. Thực ra thì quyền lực của Henry cũng chỉ lớn hơn các công tước kia một chút (điều này thể hiện nét đặc trưng của chế độ phong kiến ở châu Âu).
Con trai của Henry là Otto I (còn gọi là Otto Đại đế, ở ngôi từ 936-973) đã đánh bại một cuộc nổi loạn của các công tước được sự hậu thuẫn của vua Pháp, Louis IV, vào năm 939. Vào năm 951, Otto tiến vào Italy, lấy Nữ hoàng Adelaide rồi tự xưng là vua của những người Lombard, và nhận được sự tôn kính từ vua Italy lúc đó là Berengar của Ivrea. Ở phía đông, Otto đánh thắng người Hungary trong trận Lechfeld (955). Trận chiến này có ý nghĩa to lớn vì nó đã ngăn chặn bước tiến của người Hungary ở Tây Âu và buộc họ phải quay về sống trong lãnh thổ của mình. Khi thanh thế đã lên cao, Otto tiến vào Italy một lần nữa và được gia miện thành hoàng đế La Mã (imperator augustus) bởi giáo hoàng John XII.
Các sử gia xem sự kiện này là mốc ra đời của Đế chế La Mã thần thánh, mặc dù từ này phải rất lâu sau đó mới được dùng. Otto là vị hoàng đế đầu tiên không phải thuộc triều Carolingian trên vùng đất mà sau này trở thành Đế chế La Mã thần thánh. Nhà nước của Otto cũng được xem như Đế chế Đức đầu tiên. Otto cùng những vị Hoàng đế của Đế chế La Mã thần thánh đời sau tự xem mình như là dòng dõi hoàng đế hậu duệ của Charlemagne (mặc dù một số "hoàng đế" thực ra là những kẻ quyền lực người Italy đã ép buộc Giáo hoàng gia miện cho mình). Otto sau đó phế truất luôn Giáo hoàng John VII vì thông đồng với Berengar để chống lại ông, và lập nên Giáo hoàng Leo VIII. John phục hồi được ngôi vị, nhưng mất không lâu sau đó. Bên cạnh việc lập ra Đế chế Đức thì Otto còn tạo ra "hệ thống nhà thờ kiểu Otto", trong đó giới tăng lữ sẽ là một phần trong bộ máy chính quyền. Ông cũng tìm cách nâng cao tầm vóc và giá trị của chức Giáo hoàng lên để có thể gánh vác trách nhiệm lãnh đạo một nhà thờ quốc tế.

## Châu Âu vào năm 1000

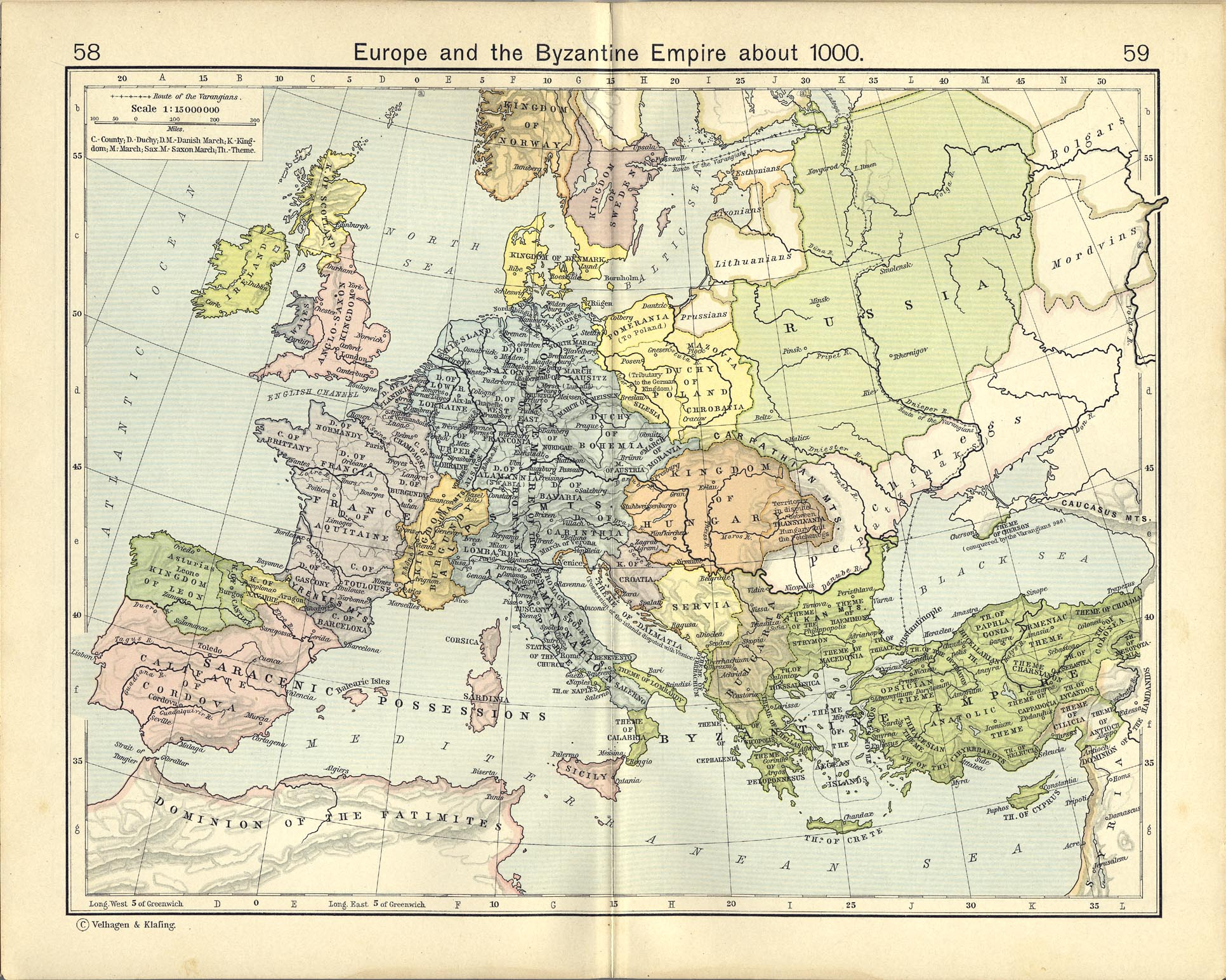
Bản đồ châu Âu vào năm 1000

Vào năm 1000, châu Âu vẫn còn là một thứ gì đó rất nhỏ bé nếu so với thế giới Hồi giáo hoặc nước Trung Quốc dưới đời nhà Tống. Constantinople có 300.000 dân, nhưng Roma chỉ có 35.000 và Paris là 20.000. Trái ngược lại, những người Hồi giáo sở hữu thành phố đông dân nhất thế giới thời bấy giờ là Cordoba ở Tây Ban Nha với 450.000 người, cùng một loạt những đô thành lớn trải dài từ bán đảo Iberia đến Trung Á. Người Viking có một mạng lưới buôn bán ở Bắc Âu, bao gồm một tuyến đường từ vùng Baltic đi xuyên qua Nga để tới Constantinople. Thế nhưng nó vẫn còn khá khiêm tốn nếu so với những tuyến đường thương mại nối liền các thành phố lớn của Hồi giáo như Cordoba, Alexandria, Cairo, Baghdad, Basra, và Mecca.
Ở Anh, những cuộc xâm lăng của Viking đã làm kiệt quệ nước này. Trên bán đảo Scandinavia thì đang diễn ra quá trình cải đạo dần dần và sự thành lập các vương quốc Na Uy, Đan Mạch và Thụy Điển. Ở Đông Âu thì có Byzantine là quốc gia có trình độ phát triển cao nhất, Kievan Rus là quốc gia có diện tích lớn nhất châu Âu, ngoài ra còn hai cường quốc nữa là Bulgaria và Hungary. Ở Tây Âu thì Đế chế La Mã thần thánh là nước lớn nhất, ngoài ra có các nước Pháp, Leon (một vương quốc Kitô giáo ở Tây Ban Nha), Burgundy, v.v...
Ở miền Bắc của Italy, nơi mà ngành thợ nề chưa bao giờ mất đi, đá đã thay thế gỗ trong những công trình kiến trúc quan trọng. Sự khẩn hoang trên lục địa cũng đang diễn ra từng ngày. Thế kỷ 10 còn đánh dấu sự quay trở lại của cuộc sống thành thị; những thành phố ở Italy đã tăng gấp đôi dân số trong giai đoạn này. London, từng bị bỏ rơi hàng thế kỷ, một lần nữa lại trở thành trung tâm kinh tế của Anh từ năm 1000. Cũng từ năm 1000, Bruges và Ghent nối lại việc buôn bán với bên ngoài, một phần nào đó thể hiện sự phục hồi của nền kinh tế ở Tây Âu.
Năm 1000, địa vị Giáo hoàng đang bị Hoàng đế Otto III của Đức kiểm soát (hay "hoàng đế của thế giới" như ông ta tự xưng). Mặc dù vậy, những cải cách sau đó của nhà thờ đã làm gia tăng sự độc lập và vị thế của họ. Trong văn hóa châu Âu đã diễn ra nhiều nét chính ngay sau năm 1000 để đánh dấu sự kết thúc của giai đoạn đầu Trung cổ: sự xuất hiện của các công xã Trung cổ, sự tái sinh của đời sống thành thị và sự hiện diện của tầng lớp dân tỉnh, sự thành lập các trường đại học, sự quay trở lại của các luật lệ La Mã và sự bắt đầu của văn học bản xứ.

## Bảng biên niên sử
- 496 — Trận Tolbiac, vua Clovis I cải đạo
- 507 — Trận Vouillé
- 527–565 — Hoàng đế Justinian I
- 535–552 — Chiến tranh Gothic
- 541–542 — Trận dịch Justinian ở kinh đô Constantinople
- 547 — Benedict của Nursia qua đời
- c. 570 — Nhà tiên tri Muhammad ra đời
- 590–604 Giáo hoàng Gregory I
- 597 — Columba qua đời
- 602–629 — Cuộc đại chiến La Mã-Ba Tư cuối cùng
- 615 — Columbanus qua đời
- 626 — Cuộc vây hãm Constantinople (626) của liên quân Ba Tư-Avar-Slav
- 627 — Hoàng đế Byantine là Heraclius cho người Serb định cư tại Balkan
- 632 — Muhammad qua đời
- 636 — Isidore của Seville qua đời
- 674–678 — Cuộc vây hãm Constantinople (674) của người Ả Rập
- 681 — Đế chế Bulgaria đầu tiên thành lập
- 7th century — Đế chế Khazar thành lập
- 711–718 — Umayyad chinh phục Hispania
- 717 — Cuộc vây hãm Constantinople (718) của người Ả Rập
- 721 — Ardo, vị vua cuối cùng của Visigoth, qua đời
- 730 — Phong trào bài trừ thánh tượng ở Byzantine
- 732 — Trận Poitiers (trận Tours)
- 735 — Nhà sử học Bede qua đời
- 746 — Vụ thảm sát Cannstatt
- 751 — Vua Pepin Lùn lập ra vương triều Carolingian
- 754 — Thánh Boniface qua đời
- 768–814 — Charlemagne (Charles Đại đế)
- 778 — Trận Roncevaux Pass
- 782 — Trận thảm sát Verden
- 793 — cuộc cướp phá đầu tiên của Viking
- 796–804 — Alcuin bắt đầu cuộc Phục hưng Carolingian
- 815 — Phong trào bài trừ thánh tượng ở Byzantine
- 843 — Hiệp ước Verdun
- 862 — Vương triều Rurikid thành lập
- 871–899 — Vua Alfred Đại đế
- 872–930 — Vua Harald I của Na Uy
- 882 — Kievan Rus thành lập
- 911 — Hòa ước Saint-Clair-sur-Epte (Normandy)
- 955 — Trận Lechfeld
- 962 — Hoàng đế Otto I được gia miện
- 969 — Kievan Rus đánh bại người Khazar
- 987–996 — Hugh Capet
- 988 — Kievan Rus cải đạo
- 991 — Trận Maldon
- 1003 — Giáo hoàng Sylvester II qua đời
- 1027 — Vua Conrad II lên ngôi Hoàng đế của Đế chế La Mã thần thành
- 1054 — Ly giáo Đông - Tây